# Ammout
Dans la mythologie égyptienne, Âmmout, « La dévoreuse des morts », loin d'être le démon ou monstre souvent décrit dans les livres, est la gardienne du royaume des morts. Lors de la pesée du cœur, elle a la charge de dévorer le cœur des défunts qui s'étaient mal conduits sur terre.
Elle est traditionnellement représentée avec la tête d'un crocodile, le corps et les pattes avant d'un lion et l'arrière-train, ainsi que les pattes arrière d'un hippopotame. Après le règne d'Amenhotep IV (Akhenaton), elle figure sur presque toutes les scènes peintes représentant le jugement du mort par le tribunal d'Osiris.
On la trouve, attendant aux côtés de Thot et d'Osiris dans la salle du jugement des deux vérités, le verdict de la cérémonie de la pesée du cœur, où le cœur du défunt est déposé dans une balance dont le contrepoids est la plume de la vérité (symbole de Maât). Si le cœur du défunt est plus lourd que la plume de Maât, c'est qu'il est chargé des fautes commises par celui-ci de son vivant contre la Maât, concept d'Ordre, de Vérité, de Justice et d'Équilibre universels. Âmmout est chargée de manger son cœur, empêchant ainsi l'âme de la personne de vivre une seconde vie éternelle au royaume des morts.

## Illustrations antiques

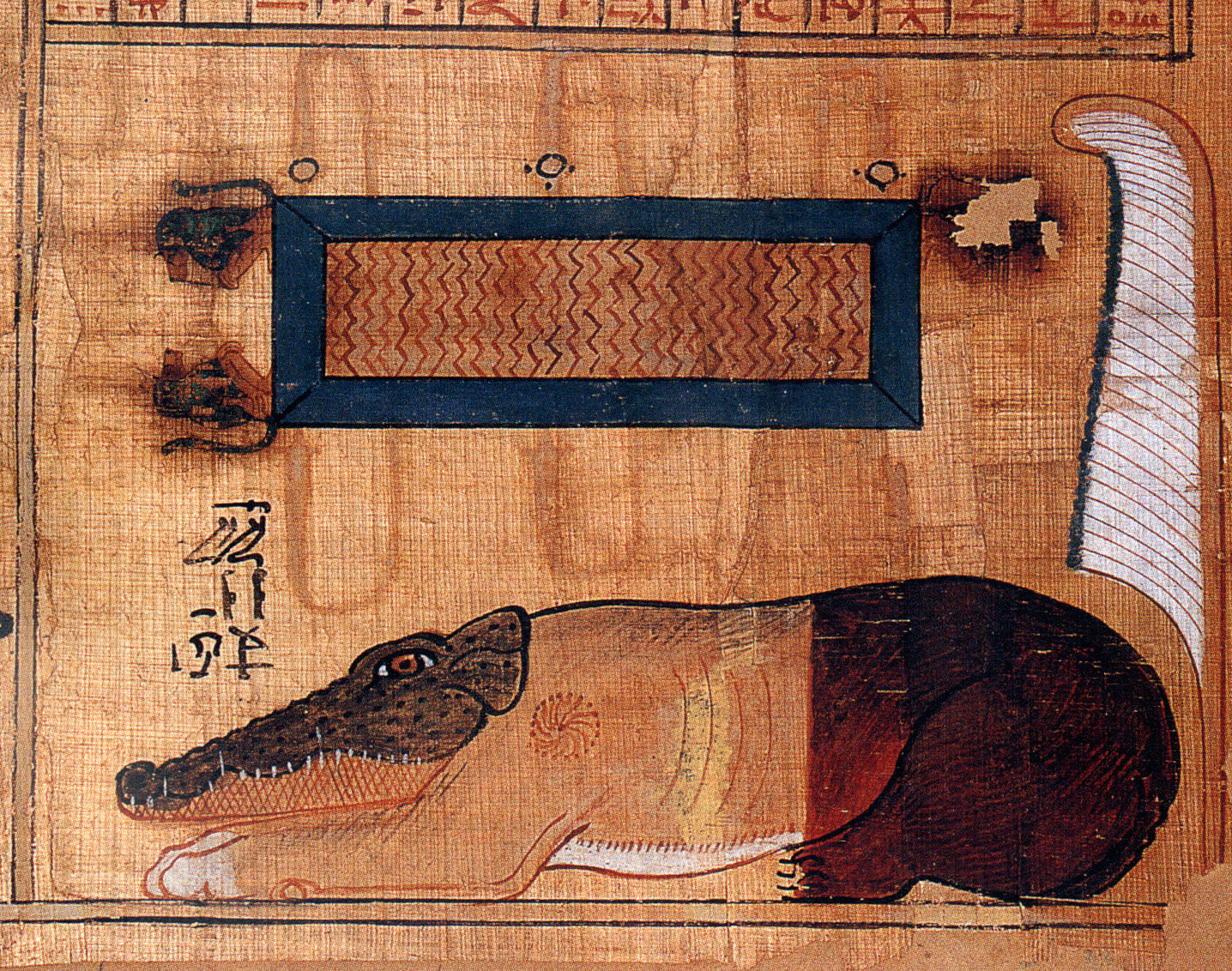
Une des plus anciennes représentations d'Ammout, règne d'Amenhotep III
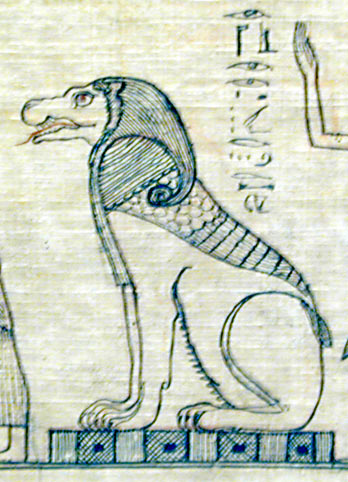
Ammout sur un papyrus du IVe/Ier siècle av. J.-C.